# Velociraptorinae
Los velocirraptorinos (Velociraptorinae) son una subfamilia del grupo terópodo Dromaeosauridae. Los primeros velociraptorinos son probablemente Nuthetes, que fue hallado en el Reino Unido y posiblemente  Deinonychus de América del Norte. Sin embargo, varios velociraptorinos indeterminados también se han descubierto, que datan de la época Kimmeridgiense durante el Jurásico Superior. Estos fósiles fueron descubiertos en la mina de Langenberg, Oker cerca de Goslar en Alemania.
En 2007 los paleontólogos estudiaron los huesos de la extremidad delantera de Velociraptor y descubrieron pequeñas protuberancias en la superficie. La misma característica está presente en algunos huesos de aves y representa el punto de fijación para plumas de las alas secundarias fuerte. Este hallazgo proporciona la primera evidencia directa de que los velociraptorinos, como todos los otros maniraptores, tenían plumas.
Mientras que la mayoría de velociraptorinos eran generalmente animales pequeños, al menos una especie pudo haber tenido una talla comparable a los grandes dromeosaurinos. Hasta ahora, este velociraptorino gigante sin nombre se conoce solamente por unos dientes aislados se encuentran en la isla de Wight, Inglaterra. Los dientes pertenecen a un animal del tamaño de Utahraptor, pero que parecen pertenecer a un velociraptorino, a juzgar por la forma de los dientes y la anatomía de sus dientes.

## Clasificación
Cuando erigido por Barsbold en 1983, Velociraptorinae fue concebido como un grupo que contiene a Velociraptor y algunas especies estrechamente relacionadas. No fue hasta 1998 que este grupo se definió como un clado por Paul Sereno. Sereno define el grupo como todos los dromeosáuridos más estrechamente relacionados con Dromaeosaurus que a Velociraptor . Mientras que varios estudios han recuperado desde entonces un grupo de dromeosáuridos estrechamente relacionados con Velociraptor, que varían ampliamente en cuanto a que especies son realmente velociraptorinos y cuales son más basales o más cercanas a Dromaeosaurus.
Novas y Pol (2005) encontraron un clado distinto de Velociraptorinae cercano a la visión tradicional, que incluiría a  Velociraptor, Deinonychus y el material que más tarde fue nombrado Tsaagan. Un análisis cladístico realizado por Turner et al., (2012) también apoyó un tradicional de Velociraptorinae monofilético. Sin embargo, algunos estudios encontraron un grupo muy diferente de dromeosáuridos en Velociraptorinae; Longrich y Currie (2009), clasificaron a  Deinonychus por fuera de Eudromaeosauria y por tanto, fuera de Velociraptorinae y  Saurornitholestes pasó a ser miembro de un grupo más basal al que llamaron Saurornitholestinae. Un análisis mayor en 2013 encontró que algunos velociraptorinos tradicionales, tales como  Tsaagan, más basales que Velociraptor, mientras que otros están más estrechamente relacionadas con Dromaeosaurus, lo que los convertía en dromeosaurinos. Este estudio Balaur pasó de ser un velociraptorino a un miembro del clado Avialae.
El cladograma mostrado a continuación sigue un análisis del año 2009 realizado por los paleontólogos Longrich y Currie.

|  | Atrociraptor      |
|  |                   |
|  | Bambiraptor       |
|  |                   |
|  | Saurornitholestes |
|  |                   |

|  | Velociraptor |
|  |              |
|  | Itemirus     |
|  |              |

|  | Adasaurus   |
|  |             |
|  | Tsaagan     |
|  |             |
|  | Linheraptor |
|  |             |

|  | Velociraptor |
|  |              |
|  | Itemirus     |
|  |              |

|  | Adasaurus   |
|  |             |
|  | Tsaagan     |
|  |             |
|  | Linheraptor |
|  |             |

|  | Dromaeosaurus |
|  |               |
|  | Achillobator  |
|  |               |
|  | Utahraptor    |
|  |               |

|  | Velociraptor |
|  |              |
|  | Itemirus     |
|  |              |

|  | Adasaurus   |
|  |             |
|  | Tsaagan     |
|  |             |
|  | Linheraptor |
|  |             |

|  | Velociraptor |
|  |              |
|  | Itemirus     |
|  |              |

|  | Adasaurus   |
|  |             |
|  | Tsaagan     |
|  |             |
|  | Linheraptor |
|  |             |

|  | Dromaeosaurus |
|  |               |
|  | Achillobator  |
|  |               |
|  | Utahraptor    |
|  |               |

|  | Velociraptor |
|  |              |
|  | Itemirus     |
|  |              |

|  | Adasaurus   |
|  |             |
|  | Tsaagan     |
|  |             |
|  | Linheraptor |
|  |             |

|  | Velociraptor |
|  |              |
|  | Itemirus     |
|  |              |

|  | Adasaurus   |
|  |             |
|  | Tsaagan     |
|  |             |
|  | Linheraptor |
|  |             |

|  | Dromaeosaurus |
|  |               |
|  | Achillobator  |
|  |               |
|  | Utahraptor    |
|  |               |

|  | Velociraptor |
|  |              |
|  | Itemirus     |
|  |              |

|  | Adasaurus   |
|  |             |
|  | Tsaagan     |
|  |             |
|  | Linheraptor |
|  |             |

|  | Velociraptor |
|  |              |
|  | Itemirus     |
|  |              |

|  | Adasaurus   |
|  |             |
|  | Tsaagan     |
|  |             |
|  | Linheraptor |
|  |             |

|  | Dromaeosaurus |
|  |               |
|  | Achillobator  |
|  |               |
|  | Utahraptor    |
|  |               |

|  | Atrociraptor      |
|  |                   |
|  | Bambiraptor       |
|  |                   |
|  | Saurornitholestes |
|  |                   |

|  | Velociraptor |
|  |              |
|  | Itemirus     |
|  |              |

|  | Adasaurus   |
|  |             |
|  | Tsaagan     |
|  |             |
|  | Linheraptor |
|  |             |

|  | Velociraptor |
|  |              |
|  | Itemirus     |
|  |              |

|  | Adasaurus   |
|  |             |
|  | Tsaagan     |
|  |             |
|  | Linheraptor |
|  |             |

|  | Dromaeosaurus |
|  |               |
|  | Achillobator  |
|  |               |
|  | Utahraptor    |
|  |               |

|  | Velociraptor |
|  |              |
|  | Itemirus     |
|  |              |

|  | Adasaurus   |
|  |             |
|  | Tsaagan     |
|  |             |
|  | Linheraptor |
|  |             |

|  | Velociraptor |
|  |              |
|  | Itemirus     |
|  |              |

|  | Adasaurus   |
|  |             |
|  | Tsaagan     |
|  |             |
|  | Linheraptor |
|  |             |

|  | Dromaeosaurus |
|  |               |
|  | Achillobator  |
|  |               |
|  | Utahraptor    |
|  |               |

|  | Velociraptor |
|  |              |
|  | Itemirus     |
|  |              |

|  | Adasaurus   |
|  |             |
|  | Tsaagan     |
|  |             |
|  | Linheraptor |
|  |             |

|  | Velociraptor |
|  |              |
|  | Itemirus     |
|  |              |

|  | Adasaurus   |
|  |             |
|  | Tsaagan     |
|  |             |
|  | Linheraptor |
|  |             |

|  | Dromaeosaurus |
|  |               |
|  | Achillobator  |
|  |               |
|  | Utahraptor    |
|  |               |

|  | Velociraptor |
|  |              |
|  | Itemirus     |
|  |              |

|  | Adasaurus   |
|  |             |
|  | Tsaagan     |
|  |             |
|  | Linheraptor |
|  |             |

|  | Velociraptor |
|  |              |
|  | Itemirus     |
|  |              |

|  | Adasaurus   |
|  |             |
|  | Tsaagan     |
|  |             |
|  | Linheraptor |
|  |             |

|  | Dromaeosaurus |
|  |               |
|  | Achillobator  |
|  |               |
|  | Utahraptor    |
|  |               |

El cladograma a continuación sigue un análisis de 2012 presentado por Turner, Makovicky y Norell.

|  | Saurornitholestes                                                                                                 |
|  | |
|  | \| \| Adasaurus \| \| \| \| \| \| Deinonychus \| \| \| \| \| \| Velociraptor \| \| \| \| \| \| Balaur \| \| \| \| |
|  | |
|  | Adasaurus |
|  | |
|  | Deinonychus |
|  | |
|  | Velociraptor |
|  | |
|  | Balaur |
|  | |

|  | Adasaurus    |
|  |              |
|  | Deinonychus  |
|  |              |
|  | Velociraptor |
|  |              |
|  | Balaur       |
|  |              |

|  | Saurornitholestes                                                                                                 |
|  | |
|  | \| \| Adasaurus \| \| \| \| \| \| Deinonychus \| \| \| \| \| \| Velociraptor \| \| \| \| \| \| Balaur \| \| \| \| |
|  | |
|  | Adasaurus |
|  | |
|  | Deinonychus |
|  | |
|  | Velociraptor |
|  | |
|  | Balaur |
|  | |

|  | Adasaurus    |
|  |              |
|  | Deinonychus  |
|  |              |
|  | Velociraptor |
|  |              |
|  | Balaur       |
|  |              |

|  | Saurornitholestes                                                                                                 |
|  | |
|  | \| \| Adasaurus \| \| \| \| \| \| Deinonychus \| \| \| \| \| \| Velociraptor \| \| \| \| \| \| Balaur \| \| \| \| |
|  | |
|  | Adasaurus |
|  | |
|  | Deinonychus |
|  | |
|  | Velociraptor |
|  | |
|  | Balaur |
|  | |

|  | Adasaurus    |
|  |              |
|  | Deinonychus  |
|  |              |
|  | Velociraptor |
|  |              |
|  | Balaur       |
|  |              |

|  | Saurornitholestes                                                                                                 |
|  | |
|  | \| \| Adasaurus \| \| \| \| \| \| Deinonychus \| \| \| \| \| \| Velociraptor \| \| \| \| \| \| Balaur \| \| \| \| |
|  | |
|  | Adasaurus |
|  | |
|  | Deinonychus |
|  | |
|  | Velociraptor |
|  | |
|  | Balaur |
|  | |

|  | Adasaurus    |
|  |              |
|  | Deinonychus  |
|  |              |
|  | Velociraptor |
|  |              |
|  | Balaur       |
|  |              |

|  | Saurornitholestes                                                                                                 |
|  | |
|  | \| \| Adasaurus \| \| \| \| \| \| Deinonychus \| \| \| \| \| \| Velociraptor \| \| \| \| \| \| Balaur \| \| \| \| |
|  | |
|  | Adasaurus |
|  | |
|  | Deinonychus |
|  | |
|  | Velociraptor |
|  | |
|  | Balaur |
|  | |

|  | Adasaurus    |
|  |              |
|  | Deinonychus  |
|  |              |
|  | Velociraptor |
|  |              |
|  | Balaur       |
|  |              |

|  | Saurornitholestes                                                                                                 |
|  | |
|  | \| \| Adasaurus \| \| \| \| \| \| Deinonychus \| \| \| \| \| \| Velociraptor \| \| \| \| \| \| Balaur \| \| \| \| |
|  | |
|  | Adasaurus |
|  | |
|  | Deinonychus |
|  | |
|  | Velociraptor |
|  | |
|  | Balaur |
|  | |

|  | Adasaurus    |
|  |              |
|  | Deinonychus  |
|  |              |
|  | Velociraptor |
|  |              |
|  | Balaur       |
|  |              |

|  | Saurornitholestes                                                                                                 |
|  | |
|  | \| \| Adasaurus \| \| \| \| \| \| Deinonychus \| \| \| \| \| \| Velociraptor \| \| \| \| \| \| Balaur \| \| \| \| |
|  | |
|  | Adasaurus |
|  | |
|  | Deinonychus |
|  | |
|  | Velociraptor |
|  | |
|  | Balaur |
|  | |

|  | Adasaurus    |
|  |              |
|  | Deinonychus  |
|  |              |
|  | Velociraptor |
|  |              |
|  | Balaur       |
|  |              |

|  | Saurornitholestes                                                                                                 |
|  | |
|  | \| \| Adasaurus \| \| \| \| \| \| Deinonychus \| \| \| \| \| \| Velociraptor \| \| \| \| \| \| Balaur \| \| \| \| |
|  | |
|  | Adasaurus |
|  | |
|  | Deinonychus |
|  | |
|  | Velociraptor |
|  | |
|  | Balaur |
|  | |

|  | Adasaurus    |
|  |              |
|  | Deinonychus  |
|  |              |
|  | Velociraptor |
|  |              |
|  | Balaur       |
|  |              |

El cladograma a continuación sigue un análisis de 2013 por Godefroit et al.
|  | Tianyuraptor |
|  |              |
|  | Bambiraptor  |
|  |              |

|  | Achillobator                                                 |
|  |                                                              |
|  | Deinonychus                                                  |
|  |                                                              |
|  | Saurornitholestes                                            |
|  |                                                              |
|  | \| \| Dromaeosaurus \| \| \| \| \| \| Utahraptor \| \| \| \| |
|  |                                                              |
|  | Dromaeosaurus                                                |
|  |                                                              |
|  | Utahraptor                                                   |
|  |                                                              |

|  | Dromaeosaurus |
|  |               |
|  | Utahraptor    |
|  |               |

|  | Achillobator                                                 |
|  |                                                              |
|  | Deinonychus                                                  |
|  |                                                              |
|  | Saurornitholestes                                            |
|  |                                                              |
|  | \| \| Dromaeosaurus \| \| \| \| \| \| Utahraptor \| \| \| \| |
|  |                                                              |
|  | Dromaeosaurus                                                |
|  |                                                              |
|  | Utahraptor                                                   |
|  |                                                              |

|  | Dromaeosaurus |
|  |               |
|  | Utahraptor    |
|  |               |

|  | Tianyuraptor |
|  |              |
|  | Bambiraptor  |
|  |              |

|  | Achillobator                                                 |
|  |                                                              |
|  | Deinonychus                                                  |
|  |                                                              |
|  | Saurornitholestes                                            |
|  |                                                              |
|  | \| \| Dromaeosaurus \| \| \| \| \| \| Utahraptor \| \| \| \| |
|  |                                                              |
|  | Dromaeosaurus                                                |
|  |                                                              |
|  | Utahraptor                                                   |
|  |                                                              |

|  | Dromaeosaurus |
|  |               |
|  | Utahraptor    |
|  |               |

|  | Achillobator                                                 |
|  |                                                              |
|  | Deinonychus                                                  |
|  |                                                              |
|  | Saurornitholestes                                            |
|  |                                                              |
|  | \| \| Dromaeosaurus \| \| \| \| \| \| Utahraptor \| \| \| \| |
|  |                                                              |
|  | Dromaeosaurus                                                |
|  |                                                              |
|  | Utahraptor                                                   |
|  |                                                              |

|  | Dromaeosaurus |
|  |               |
|  | Utahraptor    |
|  |               |

|  | Tianyuraptor |
|  |              |
|  | Bambiraptor  |
|  |              |

|  | Achillobator                                                 |
|  |                                                              |
|  | Deinonychus                                                  |
|  |                                                              |
|  | Saurornitholestes                                            |
|  |                                                              |
|  | \| \| Dromaeosaurus \| \| \| \| \| \| Utahraptor \| \| \| \| |
|  |                                                              |
|  | Dromaeosaurus                                                |
|  |                                                              |
|  | Utahraptor                                                   |
|  |                                                              |

|  | Dromaeosaurus |
|  |               |
|  | Utahraptor    |
|  |               |

|  | Achillobator                                                 |
|  |                                                              |
|  | Deinonychus                                                  |
|  |                                                              |
|  | Saurornitholestes                                            |
|  |                                                              |
|  | \| \| Dromaeosaurus \| \| \| \| \| \| Utahraptor \| \| \| \| |
|  |                                                              |
|  | Dromaeosaurus                                                |
|  |                                                              |
|  | Utahraptor                                                   |
|  |                                                              |

|  | Dromaeosaurus |
|  |               |
|  | Utahraptor    |
|  |               |

|  | Tianyuraptor |
|  |              |
|  | Bambiraptor  |
|  |              |

|  | Achillobator                                                 |
|  |                                                              |
|  | Deinonychus                                                  |
|  |                                                              |
|  | Saurornitholestes                                            |
|  |                                                              |
|  | \| \| Dromaeosaurus \| \| \| \| \| \| Utahraptor \| \| \| \| |
|  |                                                              |
|  | Dromaeosaurus                                                |
|  |                                                              |
|  | Utahraptor                                                   |
|  |                                                              |

|  | Dromaeosaurus |
|  |               |
|  | Utahraptor    |
|  |               |

|  | Achillobator                                                 |
|  |                                                              |
|  | Deinonychus                                                  |
|  |                                                              |
|  | Saurornitholestes                                            |
|  |                                                              |
|  | \| \| Dromaeosaurus \| \| \| \| \| \| Utahraptor \| \| \| \| |
|  |                                                              |
|  | Dromaeosaurus                                                |
|  |                                                              |
|  | Utahraptor                                                   |
|  |                                                              |

|  | Dromaeosaurus |
|  |               |
|  | Utahraptor    |
|  |               |

### Características anatómicas distintivas
Según Currie (1995),  Velociraptorinae se puede distinguir sobre la base de las siguientes características:
- Dromeosáuridos con dientes maxilares que poseen dentículos en las carinas anteriores que son significativamente más pequeños que los dentículos posteriores, y que tienen un segundo diente premaxilar que es significativamente mayor que los terceros y los cuartos dientes premaxilares.
- Dromeosáuridos con nasales que aparecen deprimidas, cuando observa en vista lateral.

Según Turner et al. (2012),  Velociraptorinae se puede distinguir sobre la base de las siguientes características inequívocas:
- la abertura posterior de la hendidura de basiesfenoides se divide en dos pequeñas, agujeros circulares por una barra delgada de hueso.
- la cavidad dorsal timpánica está presente como una concavidad profunda.